# Red de Parques de la Diputación de Barcelona
La Red de Parques Naturales de la Diputación de Barcelona, gestionada por el Área de Espacios Naturales e Infraestructura Verde, está formada por 14 espacios naturales situados en la franja litoral y prelitoral de la provincia de Barcelona. Abarca una superficie total de 102.772,5 hectáreas, representando el 22 % del territorio donde vive el 70 % de la población de Cataluña.
La Red de Parques Naturales pretende garantizar el equilibrio territorial de los 103 municipios de su ámbito geográfico y tiene la misión de fomentar la conservación y el desarrollo económico sostenible de este territorio, así como el uso público, poniendo al alcance de los ciudadanos centros de información y documentación, itinerarios señalizados y rutas guiadas, museos y exposiciones temporales, equipamientos pedagógicos y culturales, albergues, residencias y casas de payés, áreas de ocio y de acampada, publicaciones y audiovisuales, además de cursos, talleres y estancias ambientales; todo ello para conocer, disfrutar y respetar el medio natural. 
Los parques que forman parte de la Red de Parques Naturales de la Diputación de Barcelona son:
- Parque Natural y Reserva de la Biosfera de El Montseny
- Parque Natural de Sant Llorenç del Munt i l'Obac
- Parque Natural de la Serra de Collserola
- Parque de El Montnegre i el Corredor
- Parque del Castell de Montesquiu
- Parque de la Serralada de Marina
- Parque Agrario de El Baix Llobregat
- Parque de la Serralada Litoral
- Parque Fluvial de El Besòs
- Parque de El Garraf
- Parque de Olèrdola
- Parque de El Foix
- Espacio Natural de Les Guilleries-Savassona
- Sant Miquel del Fai. Espacio Natural de Cingles de Bertí

## Programas en los parques

### Coneguem els nostres parcs
La Gerencia de Servicios de Espacios Naturales del Área de Espacios Naturales e infraestructura Verde de la Diputación de Barcelona promueve y gestiona este programa de educación ambiental. A la vez, cuenta con el apoyo económico de los ayuntamientos que participan. El programa, dirigido a los alumnos de 6.º curso de primaria de las escuelas de la provincia de Barcelona, pretende dar a conocer el medio natural más próximo y la sensibilización hacia el patrimonio natural y cultural. Este objetivo se consigue mediante un trabajo previo en el aula y un itinerario pedagógico guiado en los espacios naturales protegidos de la Red de Parques Naturales.
Para más información https://parcs.diba.cat/es/web/coneguemelsparcs/

### Viu el Parc
Desde el 1992, Vive el parque acerca la cultura y la parte lúdica a los espacios naturales. El programa, organizado por la Gerencia de Servicios de Espacios Naturales de la Diputación de Barcelona, se realiza en diez de los catorce espacios de la Red de Parques Naturales donde se incluyen actividades como Viu el Parc a l'escola, Poesia als parcs, Parcs en concert y Òpera als parcs.
Para más información https://parcs.diba.cat/web/viuelparc
Viu el Parc a l'escola
Es un programa organizado por el Área de Espacios Naturales e infraestructura Verde de la Diputación de Barcelona que se empezó a desarrollar en 1992 y que, en la actualidad, alcanza a diez de los catorce espacios que conforman la Red de Parques Naturales. Está dirigido a los alumnos de 5.º curso de primaria de las escuelas del ámbito de cada parque en que se realiza. La finalidad del programa es dar a conocer el medio natural más próximo y favorecer la toma de conciencia de la problemática medioambiental.
Para más información https://parcs.diba.cat/es/web/viuelparcescola/inici
Poesia als parcs
Es un ciclo poético que nació el 2005 como parte del programa Viu el parc. Se basa en una serie de lecturas y recitales poéticos que se llevan a cabo en diez espacios de la Red de Parques Naturales.
Para más información https://parcs.diba.cat/es/poesia-als-parcs
Parcs en concert
Es un ciclo musical anual que se desarrolla en los parques y espacios naturales protegidos de la Red de Parques Naturales de la Diputación de Barcelona desde el año 2013. Encontramos recitales en medio de escenarios únicos, que constatan la relación entre la voz humana y nuestros paisajes humanizados, en una armonía única y singular.
Para más información https://parcs.diba.cat/es/parcsenconcert
Òpera als Parcs
El programa trabaja por la difusión de la cultura en los espacios naturales protegidos que forman parte de la Red de Parques Naturales. Los objetivos principales de esta propuesta son, por un lado, conectar la disciplina artística de la ópera con la natura y, por otro, hacer llegar este género musical al gran público y a poblaciones con menos habitantes.
Para más información https://parcs.diba.cat/es/operaalsparcs

### Parc a taula
Es un programa de desarrollo sostenible promovido por la Diputación de Barcelona que pretende destacar los valores naturales, culturales y paisajísticos de la Red de Parques Naturales, utilizando la gastronomía como hilo argumental e implicando a los productores, elaboradores, bodegas, alojamientos y restaurantes arraigados en el territorio.
Para más información https://parcs.diba.cat/es/web/parc-a-taula/inici

### Parcs i Biblioteques...Naturalment!
Este es un proyecto dirigido a conocer el territorio así como el patrimonio natural y cultural del entorno. Documentales, charlas, talleres y visitas guiadas organizadas por las bibliotecas públicas de los municipios establecidos en cada zona de influencia de los Parques Naturales para acercar la lectura y la naturaleza.
Para más información https://bibliotecavirtual.diba.cat/parcs-i-biblios

## Itinerarios, rutas y paseos guiados

### Itinerarios señalizados
La Red de Parques Naturales pone al alcance de las personas una amplia oferta de más de 200 itinerarios señalizados que se hacen siguiendo las indicaciones y plafones informativos en las hitas de inicio (algunos de ellos adaptados para personas con discapacidad física o visual), y que también se pueden consultar en las apps Gooltracking, Wikiloc y Itineraris Parcs a través de los siguientes enlaces:
- https://view.gooltracking.com/dibaparcs/?&lang=es_ES
- https://ca.wikiloc.com/parcsdiba
- https://play.google.com/store/apps/details?id=cat.diba.parcs.Itineraris&pli=1

### Rutas teatralizadas inclusivas
Los espacios naturales son el mejor escenario posible para integrar naturaleza, cultura e historia mediante la expresión artística y el lenguaje simbólico del teatro. Las visitas teatralizadas en espacios naturales protegidos dan vida al patrimonio natural, cultural y etnográfico y permiten descubrir los orígenes y la evolución de una manera amena, asociada a un recuerdo agradable o sentido, elementos que refuerzan la vinculación afectiva con el espacio y motivan una actitud de respeto y aprecio.
Por eso, las rutas teatralizadas facilitan el acceso y la participación de todos los públicos y ofrecen recursos de apoyo a la accesibilidad en el supuesto de que se requieran (interpretación en LSC, audiodescripción para personas ciegas y barras direccionales y servicio de joëlette).
Para más información https://parcs.diba.cat/es/web/accessibilitat/rutes-teatralitzades-inclusives

### Paseos guiados
Son salidas que se dirigen a un público general y familiar que permiten conocer, a través de l guia de expertos conocedores del territorio, el rico patrimonio natural y cultural de los espacios naturales de la Red de Parques Naturales. Hay salidas de observaciones nocturnas, de aves migratorias y aves nidificantes, salidas dedicadas al paisaje geológico, a la fauna y la flora, y salidas de descubrimiento del patrimonio construido y de la huella del ser humano en el territorio.
Para más información https://parcs.diba.cat/es/web/itineraris/passejades-guiades